# Adam Górka
Adam Górka (ur. 19 stycznia 1944 w Jędrzejowie, zm. 14 sierpnia 2017 w Sanoku) – polski ratownik górski, w latach 1992–2002 naczelnik Grupy Bieszczadzkiej GOPR. W trakcie swojej działalności uczestniczył między innymi w 42 akcjach ratunkowych.

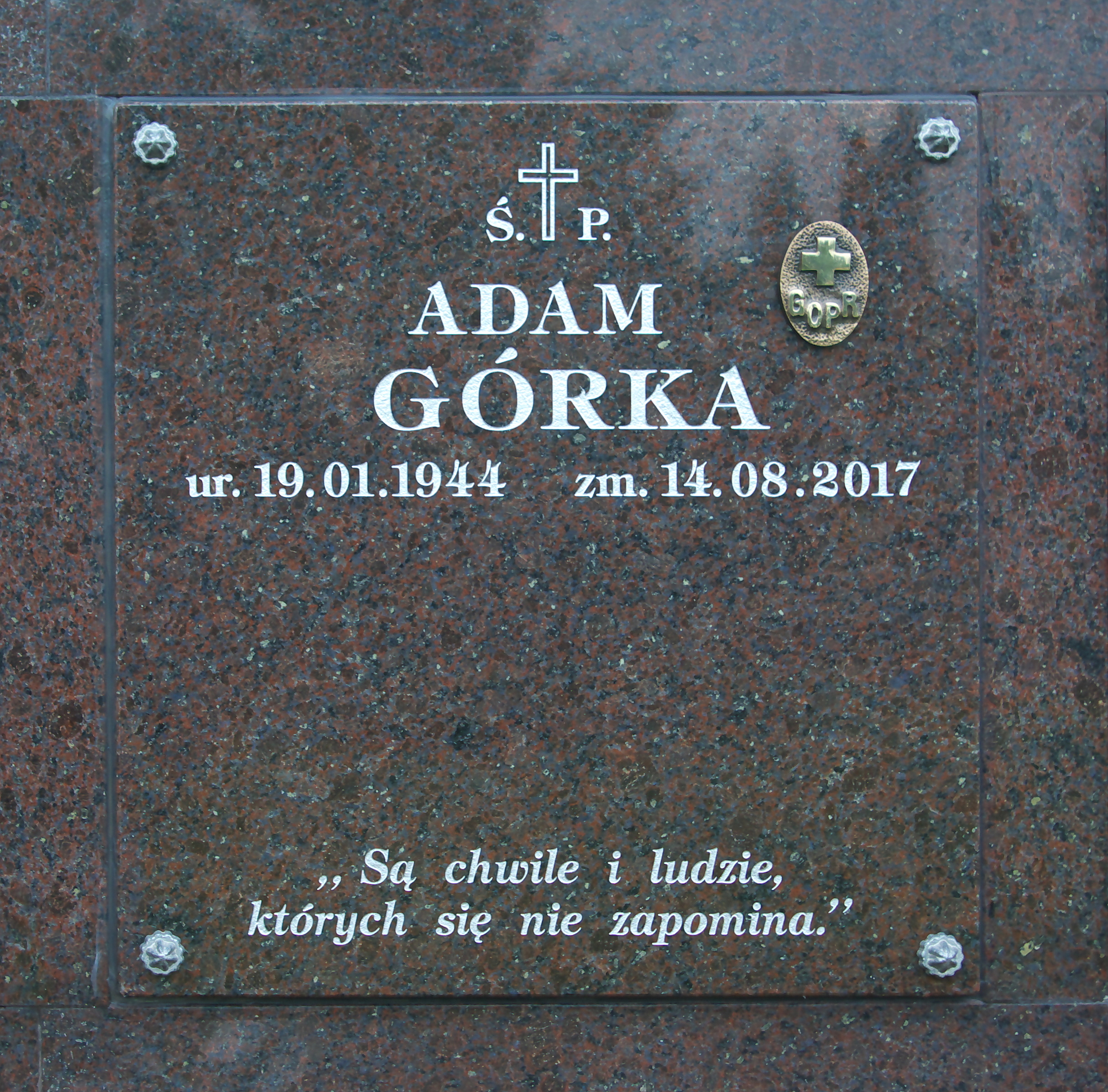
Miejsce pochówku Adama Górki

## Życiorys
Pochodził z Jędrzejowa. Był absolwentem Wyższej Szkoły Rolniczej w Krakowie (obecnie Uniwersytet Rolniczy im. Hugona Kołłątaja w Krakowie). Z Grupą Bieszczadzkiego Górskiego Ochotniczego Pogotowia Ratunkowego związany był od 1970, w latach 1990–1992 piastując funkcję prezesa Zarządu Bieszczadzkiej Grupy GOPR, zaś w latach 1992–2002 jej naczelnika. Na emeryturę przeszedł w 2002.
Zmarł 14 sierpnia 2017 po długiej chorobie. Jego prochy zostały pochowane w kolumbarium na Cmentarzu Centralnym w Sanoku.

## Odznaczenia
- Złoty Krzyż Zasługi (2001, za zasługi w działalności na rzecz ratownictwa górskiego)[4]
- Medal Za Zasługi dla Ratownictwa Górskiego[2]
- Złota Odznaka GOPR (1992)[2][5]
- Medal honorowy za 40 lat służby (2011)[6]